# ایالت موصل
ایالت موصل (به ترکی عثمانی: ایالت موصل؛ Eyālet-i Mūṣul) نگین امپراتوری عثمانی بود. مساحت گزارش شده آن در قرن نوزدهم ۷۸۳۲ مایل مربع (۲۰۲۸۰ کیلومتر مربع) بوده‌است. در ایالت عمدتاً کردها سکونت داشتند. سلطان سلیم اول ارتش شاه اسماعیل را در نبرد چالدران شکست داد و در سال ۱۵۱۷ بود که ارتش عثمانی کنترل موصل را بدست آورد که تا زمان تصرف بغداد در سال ۱۵۳۴ به عنوان یک پادگان مرزی باقی مانده بود. ایالت در سال ۱۵۳۵ تأسیس شد. پس از آن موصل یکی از سه واحد سرزمینی اداری عثمانی در عراق شد.